# Odontophorus melanotis
Odontophorus melanotis là một loài chim trong họ Odontophoridae.